# Костомукша
Костому́кша  (рос. Костомукша, карел. Koštamuš, фін. Kostamus, вепс. Kostamukš) — місто (з 1983) республіканського значення в Республіці Карелія  Російської Федерації. Утворює Костомукшський міський округ.
Місто побудоване для обслуговування Карельського гірничо-збагачувального комбінату. 

## Етимологія
Виникло в 1977 році як селище при будівництві гірничо-збагачувального комбінату. Наявність в топонім елемента «Мукша» («Муксу»), швидше за все означає «озеро» та свідчить про його давнє фіно-угорське походження.

## Історія
В 1967 році було прийнято рішення про проектування гірничо-збагачувального комбінату (ГЗК). Поселення почало будуватися в 1970-х роках через розробку нового залізорудного родовища, відкритого в 1946 році. В 1973 році підписано міжурядовий радянсько - фінський договір про будівництво ГЗК. У травні 1977 року було укладено договір з АТ «Фінн-Буд». Указом Президії Верховної Ради Карельської АРСР від 17 листопада 1977 року населений пункт, який виріс при будівництві ГЗК отримав статус селища міського типу.
У лютому 1981 був оголошений конкурс на назву міста. Пропонувалося назвати місто Контоккі або Костомукша - за назвою сіл, на місці яких зводилося місто. Також передбачалося назвати місто Сампо. Старовинне карельська село Костомукша розташовувалася на березі озера Костомукшське, яке зараз знаходиться на території гірничо-збагачувального комбінату. У перекладі з карельської мови Kostamus означає «помста, відплата, розплата» . Легенду про походження назви цих слів записав в 1892 році фінський етнограф і художник Луїс Спарре.
В 1982 році була введена в дію перша черга Костомукшського гірничо-збагачувального комбінату, в 1983 - друга, а в 1984 - третя і остання.
Указом Президії Верховної Ради РРФСР від 25 квітня 1983 року Костомукша здобула статус міста республіканського підпорядкування.

## Географія
Місто розташоване на півночі Західнокарельської височини за 35 км від російсько-фінського кордону та за 495 км від Петрозаводська.

## Клімат
Місто Костомукша відноситься до районів Крайньої Півночі.
Костомукша знаходиться на кордоні підзон середньої і північної тайги. На клімат впливає безліч факторів, серед яких часті циклони з Атлантичного океану і Баренцевого моря, які приносять взимку відлиги і снігопади, а влітку - дощову і прохолодну погоду. За сукупністю цих факторів клімат Костомукши представляє щось середнє між кліматом Санкт-Петербурга і Мурманська. Зима помірно холодна, з частою зміною погоди, при вторгненні холодного сибірського антициклону можливі сильні морози. Літо коротке й холодне і, як правило, дощове.

## Населення
Населення - 29 634 осіб (2020 рік).

## Планування міста
Костомукша розташована компактно, на східному березі озера Контоккі. У житловій зоні немає промислових підприємств, промисловий майданчик комбінату знаходиться за 13 кілометрів від житлових кварталів.

## Економіка

### ТОР «Костомукша»
Постановою Уряду РФ від 12 лютого 2019 року № 122 затверджено статус території випереджаючого соціально-економічного розвитку .

### Промисловість

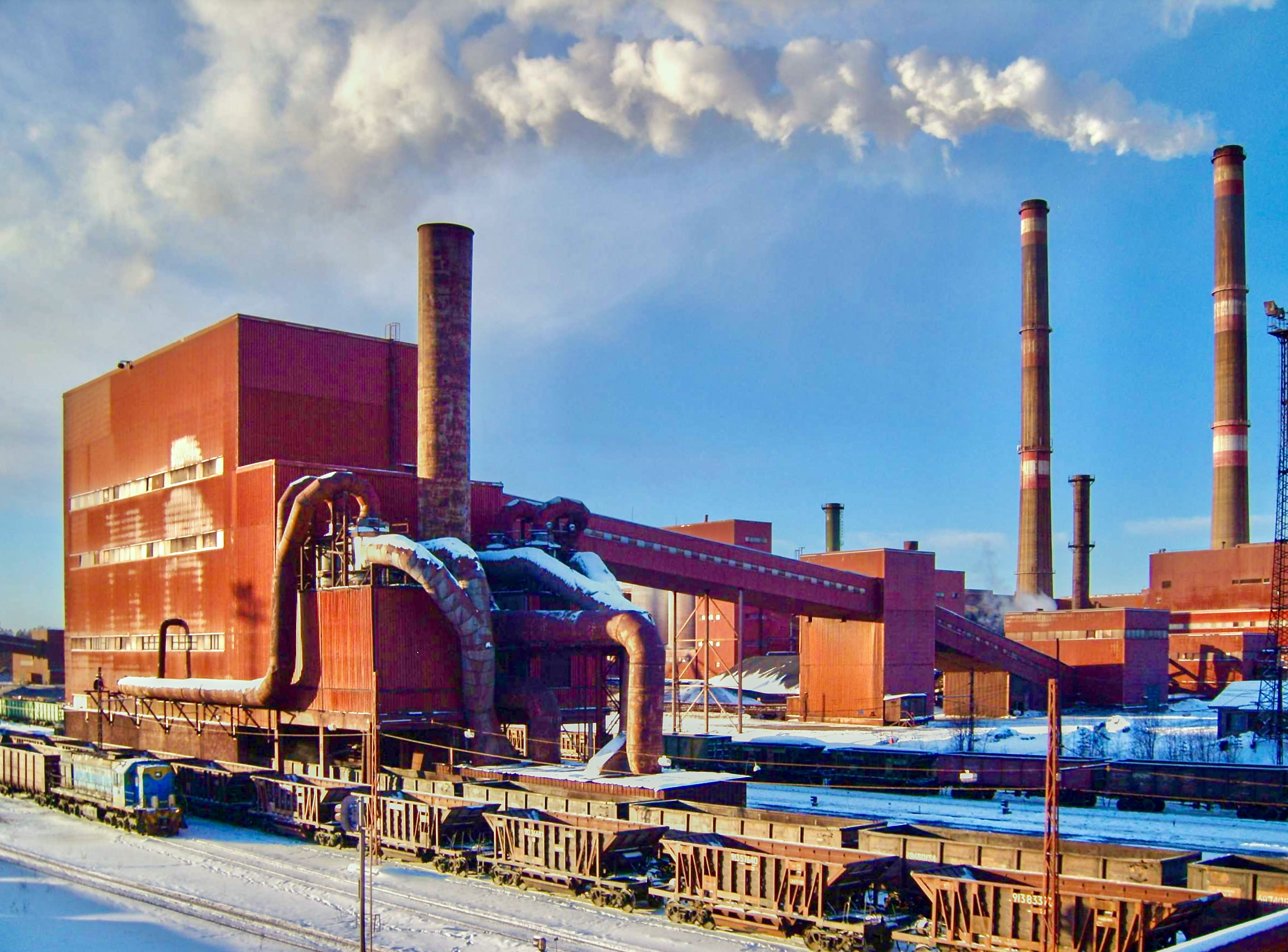
Гірничо-збагачувальний комбінат

Містоутворюючим підприємством є ВАТ «Карельський окатиш» (до 1993 року Костомукшський гірничо-збагачувальний комбінат) .
Видобуток залізної руди (ВАТ «Карельський окатиш»), деревообробка («Кареліан Вуд Компані» (PinArctik)), хлібозавод, форелеве господарство.
Прикладом успішного підприємництва в прикордонній зоні стало спільне російсько-фінське підприємство «АЕК», яке постачає електротехнічні вироби світовому автогігантові «Volvo» й іншим європейським фірмам («Scania»,«Sisu»,«Timberjack», «BRP»).

### Туризм
До території Костомукшського міського округу відносяться старовинне карельське село Вокнаволок, а також невеликі населені пункти Ладвозеро, Поньгагуба, Суднозеро, Толлорека. Вокнаволок - одне з тих поселень, де створювався всесвітньо відомий епос «Калевала», відноситься до розряду руноспівучих сіл Біломорської Карелії. У селі Ладвозеро покоїться прах знаменитого руноспівця Архипа Перттунена, зі слів якого збирач карело-фінського епосу Еліас Леннрот записав значну частину «Калевали». На північному заході Костомукшского міського округу за рішенням уряду Росії планується створити національний парк «Калевальський» з метою зберегти незаймані ліси, що залишилися в цьому районі. Природа тут унікальна; є куточки, де не ступала нога людини. У районі озера Кам'яне знаходиться заповідник «Костомукшський», який разом з фінським заповідником «Кухмо» входить в перший російсько-фінляндський екологічний парк «Дружба».